# Агилар, Санте
Санте Агилар (итал. Sante Aguilar, в некоторых источниках Ангуиллар, итал. Anguillar и, в итальянизированной форме, Ангуиллари, итал. Anguillari; 1734 (?), Неаполь — 1808, Болонья) — итальянский гобоист и композитор.
Учился в Неаполе у своего отца Джузеппе Агилара, преимущественно фаготиста. С 1761 г. работал в Болонье, с 1763 г. первый гобой в оркестре болонского Муниципального театра. С 1776 г. действительный член Болонской филармонической академии.
Первый профессор гобоя и английского рожка в открывшейся в 1804 году Болонской консерватории; портрет Агилара висит в современной консерватории в зале Босси.
По одной из версий, для Агилара написан Менуэт KV 122 Вольфганга Амадея Моцарта (1770).
Концерт Агилара для гобоя с оркестром ре мажор записал в 2012 г. итальянский гобоист Диего Дини Чаччи.
Жена — певица Антония Мария Джирелли.